# قاي تيلدن
قاي تيلدن (بالإنجليزية: Guy Tilden)‏ هو مهندس معماري أمريكي، ولد في 11 مايو 1858 في يونغزتاون في الولايات المتحدة، وتوفي في 6 أغسطس 1929 في كانتون في الولايات المتحدة.